# N902 (België)
De N902 is een gewestweg in de Belgische provincie Namen. Deze weg vormt de verbinding tussen Arsimont (N988) en Aisemont, waar de route net niet aansluit op een andere weg.
De totale lengte van de N902 bedraagt ruim 2 kilometer.

## Plaatsen langs de N902
- Arsimont
- Aisemont